# Natalie Dell
Natalie Dell (ur. 20 lutego 1985 w Silver Spring) – amerykańska wioślarka. W 2012 roku podczas igrzysk w Londynie zdobyła w konkurencji W4X z Kara Kohler, Megan Kalmoe i Adrienne Martelli brązowy medal.